# Pulfrich Peak
Der Pulfrich Peak ist ein 1250 m hoher Berg an der Danco-Küste des Grahamlands im Norden der Antarktischen Halbinsel. Auf der Arctowski-Halbinsel ragt er nahe dem östlichen Teil des Wild Spur auf.
Der Falkland Islands Dependencies Survey kartierte ihn anhand von Luftaufnahmen der Hunting Aerosurveys Ltd. aus den Jahren von 1956 bis 1957. Das UK Antarctic Place-Names Committee benannte ihn 1960 nach dem deutschen Physiker und Optiker Carl Pulfrich (1858–1927), einem der Begründer der Stereofotogrammetrie.